# Peucedanum flexuosum
Peucedanum flexuosum är en flockblommig växtart som beskrevs av Conrad Moench. Peucedanum flexuosum ingår i släktet siljor, och familjen flockblommiga växter. Inga underarter finns listade i Catalogue of Life.